# 楽天グループ
楽天グループ株式会社（らくてんグループ、英: Rakuten Group, Inc.）は、東京都世田谷区に本社を置く、インターネット関連サービスを中心に展開する日本の企業。日経平均株価の構成銘柄の一つである。
Eコマース、通信、金融、不動産、スポーツなど様々な業種の企業を傘下に有しており、これらで構成される企業集団「楽天グループ」の中核会社かつ事実上の持株会社である。グループには、プロ野球球団「東北楽天ゴールデンイーグルス」、Jリーグクラブ「ヴィッセル神戸」を傘下に持つ。また、日本最大級のECサイトである「楽天市場」を社内カンパニーで運営する事業会社でもある。
本稿では法人としての「楽天グループ株式会社」及び、同社の傘下企業から成る「楽天グループ」全体について述べる。

## 概要
日本興業銀行（現みずほ銀行）出身の三木谷浩史が1997年に起業したECモール運営会社・株式会社エム・ディー・エムを起源とする。ECモールの名称に使用し、1999年には商号にも用いた「楽天」は、安土桃山時代の楽市・楽座のような、人々で賑わう市場をインターネット上に作りたいという想いと、明るく前向きに「楽天」的に行きたい（楽天主義）という想いが込められている。
2000年のジャスダック上場以降、積極的なM&Aとブランドの一体化（後述）による相乗効果により事業範囲を拡大させ、国内に1億以上、世界で約14億のグループ会員を有している。eコマース、デジタルコンテンツなどの「インターネットサービス」、携帯キャリア事業などの「モバイルサービス」、クレジットカード、銀行、証券、電子マネーなどの「フィンテックサービス」等、合わせて70以上のサービスを提供するコングロマリットである。これらのサービスを楽天会員と楽天ポイントを軸として有機的に結び付けることで、独自の「楽天エコシステム（経済圏）」を形成している。
コーポレートカラーはクリムゾンレッドで、傘下のプロスポーツチームもチームカラーとして取り入れている。日本経済新聞がリストアップしたイスラエル企業と提携する日本企業42社の一角でもある。

### 事業
グループでは社内カンパニー制を導入しており、以下の3つのセグメントの下で事業を展開している。

#### インターネットサービスセグメント
- コマースカンパニー
  - 楽天市場、楽天ブックス、Rakuten 24、楽天西友ネットスーパー、楽天ビック、楽天トラベル、楽天GORA、楽天デリバリー、ラクマ、東北楽天ゴールデンイーグルス、楽天モンキーズ 、ヴィッセル神戸など
- アド&マーケティングカンパニー
  - 楽天みん就、楽天レシピ、楽天Infoseek、Super Point Screen、RakutenPasha、楽天データマーケティング、楽天アドロール、楽天スクリーン、楽天VIKI、楽天Kobo、楽天インサイト、Rakuten Musicなど
- インベストメント&インキュベーションカンパニー
  - 楽天キャピタル、楽天ファーム、Rakuten Super English、楽天AirMap

#### モバイルセグメント
- コミュニケーションズ&エナジーカンパニー
  - 楽天モバイル、楽天コミュニケーションズ、楽天エナジー、Rakuten TV、楽天チケット、Viberなど

#### フィンテックセグメント
- フィンテックグループカンパニー
  - 楽天カード、楽天Edy、楽天ペイ、楽天ポイントカード、楽天銀行、楽天証券、楽天生命、楽天損保、楽天ペット保険など

## 拠点

### 本拠地
2015年6月22日より、グループ企業を集約し効率化を図るため、本社を東京都世田谷区玉川（二子玉川）の二子玉川ライズにある新社屋「楽天クリムゾンハウス」の地上2階から27階（隣接する楽天クリムゾンハウス アネックスの3階・4階も占有）およびライズ・オフィス内に順次移転し、9月下旬に一部の関係会社を除き概ね移転完了。

#### 移転前の本拠地
| 2003年10月から2007年8月まで楽天の本社が入居していた六本木ヒルズ森タワー |  | 2006年9月から2015年8月まで楽天の本社だった品川シーサイドノースタワー |
| 2003年10月から2007年8月まで楽天の本社が入居していた六本木ヒルズ森タワー |  | 2006年9月から2015年8月まで楽天の本社だった品川シーサイドノースタワー |

2003年10月に本社を東京都港区の六本木ヒルズ森タワーに移転したが、業務拡大による人員増大と拠点分散を解消するために、品川シーサイドフォレスト内に、2006年9月から2007年8月にかけて本社の移転を行った。ビルには楽天が退去するまで「楽天タワー」と名付けられていた。地上23階建て、延べ床面積3万696m2。なお、最寄駅となる東京臨海高速鉄道りんかい線品川シーサイド駅の表示板の傍らには、2007年8月1日から2015年7月31日まで副名称「楽天タワー前」や楽天マークの表示板が掲示されていた。

### 拠点
2020年8月現在、日本の東京都内4拠点の他に19の支社、1つのオフィスがある。その他、アジア、ヨーロッパ、南北アメリカ、オセアニアにおいて事業展開している（下記「#海外子会社」を参照）。

## 沿革
- 1997年2月7日 - 東京都港区愛宕1丁目6-7（愛宕山弁護士ビル）に株式会社エム・ディー・エム設立。
- 1997年5月1日 - 楽天市場を開設。
- 1998年8月 - 本社を東京都目黒区祐天寺に移転。
- 1999年6月 - 楽天株式会社に商号変更。
- 1999年9月 - インターネットオークション事業「楽天フリマ」を開設。
- 2000年4月19日 - 株式を店頭市場[16]（現：JASDAQ）に公開。
- 2000年5月 - 本社を東京都目黒区中目黒に移転。
- 2000年12月7日 - 株式会社インフォシークを買収、完全子会社化。
- 2001年8月 - 楽天広場（現・楽天ブログ）サービス提供開始。
- 2001年8月30日 - 株式会社ビズシーク（中古品販売・買取サービス「Easy Seek」運営）を買収、子会社化。
- 2001年9月21日 - 株式会社フープス（無料ホームページコミュニティ「HOOPS!」の運営）を株式会社サイバーエージェント及び株式会社オン・ザ・エッヂ（現：株式会社LDH）から買収、完全子会社化。
- 2002年9月24日 - ワイノット株式会社（グリーティングカードサービス「ワイノットeカード」運営）を買収、子会社化（後に完全子会社化）。
- 2002年10月1日 - 株式会社メディオポート（ゴルフ場予約サービス「golf port」を運営）を完全子会社化。
- 2002年11月1日 - 株式会社コミュニケーションオンライン（「COOL ONLINE」の運営）を株式交換により完全子会社化。
- 2002年12月6日 - 株式会社キープライム（「CGIBOY」の運営）を株式交換により完全子会社化。
- 2002年12月19日 - ライコスジャパン株式会社の増資引き受け並びに株式購入により子会社化（後に完全子会社化）。
- 2003年9月1日 - 株式会社インフォシーク及びライコスジャパン株式会社を合併。
  - アラン株式会社（現：ベルトラ株式会社）からゴルフ場予約サービス「GORA」を営業譲渡。
- 2003年9月17日 - マイトリップ・ネット株式会社（後の楽天トラベル株式会社 「旅の窓口」運営）を日立造船株式会社より買収、完全子会社化。
- 2003年10月 - 本社を東京都港区六本木ヒルズ森タワーに移転。
- 2003年11月26日 - DLJディレクトSFG証券株式会社（現：楽天証券株式会社）を子会社化。
- 2004年3月19日 - デジパ・ネットワークスを株式交換により完全子会社化。
- 2004年4月1日 - 株式会社コミュニケーションオンライン及び株式会社キープライムを合併。
- 2004年9月22日 - 株式会社あおぞらカード（現：楽天カード株式会社）を買収、完全子会社化。
- 2004年9月24日 - 日本プロフェッショナル野球組織（NPB）への加盟を申請。
- 2004年10月28日 - ゴルフ場予約サービス「GORA」「Golf Port」「楽天ゴルフ」を統合し、「楽天GORA」開始
- 2004年10月29日 - 株式会社楽天野球団を設立。
- 2004年11月2日 - NPBの承認を得て、プロ野球への参入が決定。
- 2005年6月1日 - 国内信販株式会社（後の楽天KC株式会社）を買収、子会社化。ワイノット株式会社を合併。
- 2005年7月23日 - 楽天で3万6千件もの個人情報漏洩事件が発生。（下記「#個人情報の漏洩・販売」を参照）
- 2005年9月30日 - 米 LinkShare Corporationを買収。
- 2005年10月13日 - 楽天グループが東京放送（現：TBSホールディングス）の全発行済み株式の15.46%を取得した旨の株式大量保有報告書を関東財務局に提出すると共にその旨を発表した。（後の2011年5月、約1,000億円投じたTBSホールディングスの株式を約500億円で手放した。）
- 2006年1月19日 - 東京都民銀行（現：きらぼし銀行）とのインターネットバンキング分野での提携が発表。
- 2006年5月31日 - 地方競馬全場と勝馬投票券の販売業務委託の合意を発表。
- 2006年7月18日 - FCバルセロナとのマーケティング・パートナーシップ契約を締結。
- 2006年9月1日 - 楽天証券の単独株式移転により中間持株会社の楽天証券ホールディングスが設立された。
- 2006年10月1日 - 住宅ローン専業の金融会社楽天モーゲージを新生銀行と共同設立。
- 2006年12月1日 - NTTドコモとインターネットオークション事業に関して業務・資本提携し楽天オークション株式会社を設立。
- 2007年7月31日 - 関連会社を通じて、東京電力より同社が保有する楽天コミュニケーションズ株式会社の全株式（発行済株式の54.27%）を買収、子会社化。
- 2007年8月 - 本社を東京都品川区東品川4丁目12-3の品川シーサイドに移転。
- 2009年2月10日 - イーバンク銀行（現・楽天銀行）の連結子会社化を発表。
- 2009年10月1日 - 楽天証券が楽天証券ホールディングスと楽天ストラテジックパートナーズを吸収合併。
- 2009年12月 - ビットワレットを連結子会社化。
- 2010年3月18日 - イーバンク銀行の完全子会社化と「楽天銀行」への商号変更を発表。
- 2010年6月30日 - 三木谷社長が、社内の公用語を英語にするという国際戦略構想を発表[17]。2012年7月から実施した[18]。
- 2011年6月27日 - 日本経団連会員企業であったが、退会届けを提出し受理された。経団連へは2004年から入会していた[19]。
- 2011年8月1日 - 旧：楽天KC（現：Jトラストカード）が会社分割され、楽天のクレジットカード事業を楽天クレジット株式会社が吸収し、楽天カード株式会社へと社名変更した。
- 2011年11月9日 - カナダの電子書籍販売会社コボを買収。
- 2013年12月3日 - 株式の上場市場を、ジャスダックから東証一部に変更。
- 2014年4月1日 - 楽天トラベル株式会社を吸収合併。
- 2014年7月1日 - エアアジア・ジャパンに出資[20]。
- 2014年12月6日 - クリムゾンフットボールクラブ（ヴィッセル神戸）の全株式取得を発表[21]。
- 2015年4月1日 - スタイライフ株式会社の事業を継承。
- 2015年6月22日 - 本社を世田谷区玉川（二子玉川）の二子玉川ライズにある新社屋「楽天クリムゾンハウス」へ順次移転（9月下旬に一部の関係会社を除き概ね移転完了）。
- 2015年12月1日 - 楽天コミュニケーションズ（同日にフュージョン・コミュニケーションズから社名変更）が新社屋へ移転[注釈 2]。
- 2016年9月5日 - 株式会社Fablic（フリマアプリ「フリル」を運営）を買収[22]。
- 2016年11月16日 - リーガ・エスパニョーラに所属するFCバルセロナと2017年から4年間スポンサー契約をすることが発表された[23]。
- 2018年7月1日 - 株式会社Fablicを吸収合併[24]。
- 2018年7月2日 - 保険関連の中間持株会社として楽天インシュアランスホールディングス株式会社を設立[25]。
- 2018年11月28日 - 株式会社オーネットの全株式をポラリス・キャピタル・グループ株式会社に譲渡契約締結[26]。
- 2019年4月1日 - グループ内再編を実施[27]。
  - Rakuten Direct株式会社を吸収合併。
  - 楽天を分割会社とする会社分割によりMVNO事業、楽天コミュニケーションズ株式会社の株式等を楽天モバイル株式会社へ承継。
  - 楽天カード株式会社、楽天Edy株式会社の株式を除くフィンテック事業子会社の株式等を楽天カード株式会社へ承継。
  - 決済関連事業（楽天ペイ（アプリ・実店舗決済）事業、ポイントパートナー事業、Edy事業等）及び楽天Edy株式会社の株式を株式会社スポットライト（同日付で楽天ペイメント株式会社に商号変更）へ承継。
  - 楽天カード株式会社を分割会社とする会社分割によりみんなのビットコイン株式会社の株式を株式会社スポットライトに承継。
- 2019年9月19日 - 台湾のプロ野球チーム「ラミゴ・モンキーズ」を買収し、2020年シーズンから台湾プロ野球リーグに参入することを発表[28]。
- 2021年4月1日 - 楽天グループ株式会社に商号変更[29]。

## ビジネスモデル

### ブランドの統一
他社のサービスを買収することで事業を拡大していったため、提供するサービス名が統一されていない状態が続いていたので、楽天ブランドへの一体化を進めている。
- 2004年7月 - DLJディレクトSFG証券を「楽天証券」に社名変更。あおぞらカードを「楽天クレジット」に社名変更。
- 2004年9月 - 旅の窓口を「楽天トラベル」に統合
- 2005年10月 - 国内信販を「楽天KC」に社名変更
- 2005年12月 - サイバーブレインズを「楽天リサーチ」に社名変更
- 2010年5月 - イーバンク銀行を「楽天銀行」に社名変更
- 2011年8月 - 楽天クレジットを「楽天カード」に社名変更
- 2012年6月 - ビットワレットを「楽天Edy」に社名変更（サービス名も「Edy」から「楽天Edy」に改める）
- 2013年4月 - アイリオ生命保険を「楽天生命保険」に社名変更
- 2015年1月 - オーネットのサービス名を「楽天オーネット」に変更
- 2015年5月 - トランスバリュー信託を「楽天信託」に社名変更[30]
- 2018年7月 - 朝日火災海上保険を「楽天損害保険」に社名変更[31]

2005年6月から2018年6月まで使用していたコーポレートロゴ。

また2006年から、「楽天」の文字の真ん中に赤丸に白抜きの「R」を組み合わせた佐藤可士和によるデザインのロゴに統一していった。同時に、FAXシートや封筒等の社内書類も佐藤可士和デザインの物を導入していた。
2018年7月2日からは、漢字の「一」をモチーフにデザインされたコーポレートロゴに一新され、楽天カードや楽天生命保険などのグループ会社のコーポレートロゴや、楽天市場などのサービスロゴも順次新ロゴへ切り換わっている。

### 経営上の特徴
創業以来のEC事業と、M&Aや業務提携を近年積極的に行っている。売り上げの約4割を占める金融関連の事業が中核になってきており、本業が金融会社の色合いが強くなってきている。また、多額の有利子負債を抱えることはない。
楽天は2006年5月に発表された平成18年度第1四半期の連結決算では、ネット市場などのEC事業カンパニーの売り上げが前期比84.4%増の127億2,000万円であり、収益向上の理由として利用料の変更とカード決済サービスを挙げている。一方で、2006年1月から3月現在の新規出店数は1460店・退店数は836店（全体1万5781店の5%）と発表している。前期の新規出店数2126店・退店数802店と比べて店舗数は減少しているが利益は増加している。
この原因として、2006年6月28日のZAKZAKの分析では、2002年に基本料金に加え100万円以上の売り上げやメール配信数に応じて超過料金を徴収する「従量課金制度」を導入したことにより店側の支払いを今までより一気に5倍に増やしたことに加えて、2006年に売り上げ100万円までに対して約4%の「システム利用料」を課金する制度に改訂されて店側の負担がさらに増えた（これまで無料だった）ことにあるとしている。

### 雇用・教育
楽天グループは新卒雇用社員の新人研修において、「家族・親族・知人・友人を勧誘してクレジットカードに入会させる」という課題を設定している。この勧誘によって入会した者の個人情報には「紹介者ID」が付記され、新卒の誰を経由して入会したかを社が把握できるようになっている。
2012年7月より社内公用語の英語化 を実施しているが、成果 および高評価 とともに、弊害 も報じられている。
2016年7月より社内規定上の配偶者の定義を改定し、同性パートナーを含むものとすることとした。楽天の従業員は同性同士であっても、パートナーの両者および第三者の証人による署名が記載された会社指定の書類を提出し受理されれば、配偶者を持つ従業員が対象とされる福利厚生を受けられる。

### スポーツ興業における完全キャッシュレス化
楽天の完全子会社が運営するプロスポーツチーム（NPBの東北楽天ゴールデンイーグルスおよびJリーグのヴィッセル神戸）では、2019年シーズンから、両チームの運営会社が管理者として運営するホームスタジアム（楽天生命パーク宮城 およびノエビアスタジアム神戸）での主催試合の開催日に、スタジアム内外の全店舗を対象に「完全キャッシュレス化」へ取り組んでいる。
「完全キャッシュレス化」とは、スタジアム内外の店舗やカウンターで物品や観戦チケットを購入する場合の決済手段を、原則として「楽天ポイントカード」「（楽天カードなどの）クレジットカード」「（楽天銀行デビットなどの）デビットカード」「楽天ペイ」「楽天Edy」に限ることを指す。現金の収受を一切実施しないため、諸般の事情でクレジットカードを保有していない観客（未成年など）や、該当するキャッシュレス決済手段に馴染みのない観客には、2019年からスタジアム内に新設した「楽天キャッシュレスデスク」で対応。現金の両替、「楽天Edy」カードのレンタル・販売、現金チャージ機の運用といったサービスを提供している。ただし、東北楽天およびヴィッセルが関与しない試合を開催する日には、現金も物品や観戦チケットの購入に利用できる。
この取り組みについて、楽天の担当者は「球場で完全キャッシュレス化をすることによって、街中にそれが広がり、日本のキャッシュレス社会を後押しすることになるのではないか」とキャッシュレス社会の推進を担うための取り組みであることを示している が、ハフィントン・ポスト日本語版はこの取り組みを「社会実験」と評し、「『キャッシュレス化で来場者の購買行動はどう変わるか』『どの時間帯にどんな物がどれだけ売れるのか』など、貴重なデータを膨大に集めることができる」と指摘している。
なお、東北楽天では2020年シーズン開幕から、決済手段に交通系電子マネーが追加された。

## 楽天グループ本体の事業

### 楽天市場
1997年5月1日に開設されたオンラインショッピングモール。2021年3月1日現在、出店数は53,641、商品数は約3億点と国内最大級の規模を誇り、2020年12月期には「楽天市場」単体で流通総額が3兆円を突破した。
日本国内におけるECサイトの売上高としては、Yahoo! JAPANが展開するYahoo!ショッピングやアメリカのAmazon.com日本法人が展開するAmazon.co.jpを上回り、国内最大手である。

### アフィリエイト事業
アフィリエイトを媒介した商品の売買も行われているが、商品売上げ毎の料率がおよそ1%の還元率となっている。
また楽天のアフィリエイトの報酬は現金によるものではなく、楽天スーパーポイントで行われている。また、3,000ポイント以上の受け取りには、楽天銀行の口座開設か楽天カードへの入会が必要となった。

## 関係会社
会社概要 に主な連結子会社、主な持分法適用関連会社の記載がある。
なお、中華人民共和国と台湾ではロッテは「楽天」（簡体字/乐天・繁体字/樂天・ピンイン/Lètiān）と表記されるが、当項の楽天グループ株式会社と関係がない。

### 連結子会社
- 楽天モバイル株式会社（旧：楽天モバイルネットワーク株式会社）
  - 楽天コミュニケーションズ株式会社（旧：フュージョン・コミュニケーションズ株式会社）
  - 楽天シンフォニー株式会社
  - 楽天モバイルカスタマーサービス株式会社
  - 楽天モバイルエンジニアリング株式会社
  - 楽天モバイルインフラソリューション株式会社
- 楽天カード株式会社（旧：楽天クレジット株式会社、株式会社あおぞらカード）
  - 楽天インシュアランスホールディングス株式会社
    - 楽天インシュアランスプランニング株式会社
    - 楽天生命保険株式会社（旧：アイリオ生命保険株式会社[53]）
    - 楽天少額短期保険株式会社（旧：もっとぎゅっと少額短期保険株式会社[54]）
    - 楽天損害保険株式会社（旧：朝日火災海上保険株式会社[55]）

  - 梶山倉庫株式会社
- 楽天証券ホールディングス株式会社
  - 楽天証券株式会社
  - 楽天投信投資顧問株式会社
  - 楽天ウォレット株式会社（旧：みんなのビットコイン株式会社）
- 楽天銀行株式会社（旧：イーバンク銀行株式会社）
- 楽天ペイメント株式会社（旧：株式会社スポットライト）
  - 楽天Edy株式会社 - 会社再編で楽天ペイメントの子会社となる。
- 楽天ブックスネットワーク株式会社
- 株式会社楽天野球団（東北楽天ゴールデンイーグルス）
- 楽天ヴィッセル神戸株式会社
- 楽天ソシオビジネス株式会社
- 楽天チケット株式会社（旧：株式会社チケットスター）
- 楽天データマーケティング株式会社
- 楽天インサイト株式会社
- リンクシェア・ジャパン株式会社
- 楽天LIFULL STAY株式会社
- ワールドトラベルシステム株式会社
- 競馬モール株式会社

### 持分法適用関連会社
- 楽天メディカル社
- 株式会社ぐるなび
- 株式会社LIFULL（東京証券取引所1部上場企業）
- 楽天ANAトラベルオンライン株式会社
- 株式会社ガールズアワード
- Lyft, Inc.
- Altiostar Networks, Inc.

### 海外子会社

#### 楽天市場
- RAKUTEN COMMERCE LLC（Rakuten.com、旧 Buy.com Inc.） - アメリカ合衆国。2010年に買収[56]
- Buy.com Canada - カナダ。同上。後に Rakuten.com へ統合。
- RAKUTEN BRASIL INTERNET SERVICE LTDA.（Rakuten Brasil、旧 Ikeda.com.br） - ブラジル。2011年に買収[57]。
- Rakuten Ichiba UK Ltd.（Rakuten.co.uk、旧 Play.com Inc.） - イギリス。2011年に買収[58]。
- Rakuten France S.A.S.（Rakuten France、旧 PRICEMINISTER S.A.S.） - フランス。2010年に買収[59]。
  - Rakuten Spain SL（旧 PriceMinister.es） -スペイン。同上。後に Rakuten France へ統合。
- Rakuten Deutschland GmbH（Rakuten.de、旧 Tradoria GmbH） - ドイツ。2011年に買収[60]。
- Rakuten Austria GmbH（旧 Tradoria.at） - オーストリア。同上。後に Rakuten.de へ統合。
- 台湾楽天市場股份有限公司（台湾楽天市場） - 台湾の統一超商との合弁会社を2007年に設立[61]。

#### デジタルコンテンツ系
- Rakuten Kobo Inc.（旧 Kobo inc.） - カナダ。2012年に買収[62][63]。
- Rakuten TV（旧 Wuaki.TV, S.L.U） - スペイン。2012年に買収[64]。2017年に日本の「楽天SHOWTIME」とサービス統合し改名。イギリスへ展開。
- VIKI, inc. - シンガポール。2013年に買収。
- Viber Media Inc. - キプロス。2014年に買収。
- Rakuten Aquafadas（旧 Aquafadas） - フランス。2017年に買収。

#### 金融系
- Rakuten Card USA, Inc.（楽天カード） - アメリカ合衆国。2014年設立。
- 台灣樂天信用卡股份有限公司（台湾楽天カード） - 台湾。2014年設立。
- Ebates Inc. - アメリカ合衆国。2014年に買収。
- Rakuten Europe Bank S.A. - ルクセンブルク。2017年設立[65]。
- 樂天證券香港有限公司 - 香港。2015年買収[66]。

#### その他
- 楽天トラベル（Rakuten Travel） - 東アジア、北米で展開。東南アジアでの展開のために2012年に設立したシンガポールの現地法人は2016年に撤退。
- 楽天ゴルフ（Rakuten.com Golf） - 北米、ヨーロッパで展開。
- RAKUTEN MARKETING LLC（Rakuten LinkShare、旧 LinkShare Corporation） - アメリカ、イギリス、オーストラリア、日本で展開。アメリカ合衆国の企業を2005年に買収[67]。

### かつての子会社
- 楽酷天 - 中国の百度との合弁会社を2010年に設立 するが[68]、2012年に撤退[69]。
- TARAD Dot Com Co., Ltd. - タイ。2009年に資本業務提携、子会社化[70] するが、2016年に撤退。
- Rakuten Belanja Online - インドネシアのPT Global Mediacomとの合弁会社を2010年に設立[71] するが、2016年に撤退。
- Rakuten Malaysia Sdn. Bhd. - マレーシア。2012年に独自進出[72] するが、2016年に撤退。

## 楽天関連の問題・事件

### 楽天Kobo関連の問題

#### Kobo Touch初期不具合とレビュー非表示化
2012年7月19日に楽天から発売された電子ブックリーダーkobo Touchは、発売日から4日間、クライアントアプリケーションおよびネットワーク帯域の不備によって、アクティベーションが出来ない状態がつづいた。その際「期待を裏切られた」など星1つレビューが殺到し、楽天は史上初めてレビューを非表示とした。なお、楽天側からは、担当役員による「混乱を避けるため、いったん状況を正常化させていただいてから、レビューを再開したいと考えています。レビューを非表示にしたのは緊急の一時的な措置で、投稿されたレビューの削除は考えていません。kobo Touchは大変インパクトの大きい商品。そのインパクトの大きさから特例中の特例として、今回はやむを得ず、非表示にしました。レビューを非表示にしたのは、楽天史上初です」との説明があった。
しかし、一方では三木谷社長自ら「ネガティブな口コミは誤情報だから消し、内容を吟味して再掲載する」という評価の操作を行う旨のコメントも残している。

#### 掲載書籍数の誇大表示
電子書籍koboの「書籍点数が少ない」という指摘に対して、三木谷社長と担当役員は2012年7月27日に「(2012年)7月中に必ず3万点を揃える」､「8月末までに約6万冊を実現する」 と説明していたが、実際に3万点を超えたのは2012年8月27日、6万点を超えたのは2012年9月24日であった。2012年10月、消費者庁は掲載書籍数の誇大表示に対して「景品表示法における「優良誤認」に該当する恐れがある」として口頭で行政指導を行い、楽天は「真摯に受け止める」等と発表した。

#### Wikipediaの電子書籍化
電子書籍koboにおいて、2012年9月18日に『Wikipedia』日本語版に掲載されている作家の人物記事342点をコピー・加工した上で著者・発行元とも「ウィキペディア」の名義でデジタル著作権管理のある状態で無料配信された。デジタル著作権管理のある配信はクリエイティブ・コモンズのライセンス違反にあたると指摘され、その後、デジタル著作権管理のない状態にしたものが配信された。

### 参考価格・割引率の不当表示

#### 優勝セールで販売店による価格の不当表示
プロ野球・東北楽天ゴールデンイーグルスの日本一を記念した「楽天市場」の優勝セールにおいて、一部の店舗で割引の根拠となる「通常価格」を高めに表示する不当表示がなされていた。この件について楽天は2013年11月7日時点で、問題視される商品が約20店舗・1,000点にのぼることを明らかにしている。なお、不当表示を行った業者に対する厳罰を望む声とともに、そもそも「77%OFF」という大幅な割引キャンペーンを一律的に実施することに無理があったのではないかと評する報道もある。また、優勝セール以前に実施された「楽天スーパーSALE」においても、「二重価格表示」が横行していたと報じられている。楽天は当初、この20店舗は楽天の審査を経ずに勝手に「優勝セール」表示をしていたと発表したが、そのうち3店舗は楽天が価格チェック済みの正式な優勝セールだったと訂正を行った。勝手にセールを行っていた17店舗は1か月間のサービス停止処分が下されたが、当初より問題となっていた「卸元で2365円なのに元値1万2千円のシュークリーム」を売っていた店舗を含む3店舗は、手続き上問題がなかったため何の処分も下されなかった。店舗側から楽天自体がこのような表示方法を指導していたとの声が上がるが、楽天はその疑惑に対して当初関与していないとしていたが、のちに楽天は社員18人が出店店舗に対して元値を吊り上げて安く見せる不当価格表示を提案していたと発表し謝罪会見を行った。

#### 楽天社員による販売店への割引偽装指示
2014年3月、楽天側が出店者に対して参考価格偽装を指示していたと報じられた。楽天は全出店店舗対象の調査をしたが、調査手法に関し疑問が報じられている。
楽天で出店していると、スーパーセール等で楽天のECコンサルタントから高い割引率の商品の出品要請を受けることがある。この際に出店者が、楽天のECコンサルタントより「定価を倍額にすればいい」と実際にはありもしない値段をつけて客に半額と思わせる手法を指示された、スーパーセール参加に必要な楽天の審査は高価格販売のダミーページ作成等でパスすると指南された と報じられた。不当二重価格表示問題に関する調査の結果、楽天は2010年以前から2013年にかけて従業員の関与を認めたが、組織的な提案ではないと判断した。2014年4月、消費者庁は不当な二重価格表示について「景品表示法における不当表示に該当するおそれがある」として再発防止を文書で要請し、楽天は「真摯に受け止め」「再発防止策に取り組む」等と発表した。その後、通販新聞が5月中旬に実施した調査では、楽天による調査結果を上回る規模で社員による不当表示提案があったと報じられている。

### 楽天市場における不正商品の販売
楽天市場において第三者の権利を侵害する商品等が販売され、報じられたことがある。
2012年2月、チュッパチャプス商標権侵害訴訟 において、取引場所の提供者としての楽天の責任を認める判決が下った。
2014年6月　6月17日付けのお米部門で楽天ランキングで8位、9位、15位に入り、楽天市場ブレンド米ランキング連続1位獲得したお米のライズ（現在閉店中） で販売されていた「国産10割」表示の商品について実際には中国産の米が混ぜられていたことが京都府警が民間企業に鑑定委託した結果明らかになった。京都府警と福井県警は株式会社「ライズ」の本社や社長宅を不正競争防止法違反で家宅捜索し、コメの入手経路や流通量を調査している。

### 出店店舗による架空口コミ投稿で楽天が損害
大阪府大阪市北区内のコンピュータシステム関連会社が、楽天市場に出店した店舗に依頼され、口コミ評価を吊り上げる目的で架空投稿を繰り返した。この影響で楽天側は、公正なサービスを提供できなくなったなどとして、システム会社に対し、本来得られていたはずの広告料収入の支払いを求め、大阪地方裁判所に2015年3月に訴訟を起こした。その後2015年10月12日付で、業者が不正投稿を認めた上で楽天に対し和解金1,000万円を支払う一方、楽天側が業者の刑事責任を求めない内容で同地裁で和解が成立した。

### 震災ビジネス推奨メール
2011年の東日本大震災（福島第一原子力発電所事故）時には、楽天がマスク販売の推奨メールを出店者に対し送信した疑いがもたれている。これは、かつて楽天市場に出店した経験を持つマドモアゼル・愛が自身の公式YouTubeで告発したもので、愛によれば「皆さん、マスクを今売ってください！」とのメールが入ったが、愛は「バカか、こいつら。こんな人が、まだ世の中にいるのか！」と激怒し、契約解除した。楽天より契約解除の理由を問われ、「皆が困っているときに、マスクを購入して売ってビジネスチャンスにするような商売は今後成り立たないし、不愉快なのでやめます」と伝えたという。数年後、楽天にて別のビジネス企画があった際に応募したところ許可が出なかったが、理由は教えてもらえなかった。他にトラブルはなく、マドモアゼル・愛自身は、この一件で楽天の「問題顧客リスト」にブラックリスト化して載っていると考えている。

### 新型コロナウイルスPCR検査キットの販売
2020年4月20日、新型コロナウイルスPCR検査キットを関東1都4県の法人向けに販売を開始した。導入した法人は、キットを従業員に配布し、利用者は各自で鼻の粘膜などから検査試料を採取し、法人の指定する回収ボックスに投函する。その後、楽天が出資する遺伝子解析サービスのジェネシスヘルスケア社が回収し、約3日以内（土日祝除く）に結果を通知する。
これに対し、ただでさえ検査精度に課題のあるPCR検査を自己検体採取で実施することで、「本当は陽性なのに陰性と判定されて安心する『アクティブな感染者』を生み出すだけ」「仮に陽性と判定されても、結局病院などで改めて検査する。何の意味があるのか」などと、むしろ混乱につながると批判の声が集まっている。日本医師会の釜萢敏常務理事は、安全性や正確性を疑問視するとともに、企業が検査結果をもとに出勤の可否を判断すれば感染がかえって拡大し、大きな混乱が引き起こされる可能性があると批判した。また、横倉義武会長も「今回の販売は大きな問題があると強く認識している。同様の事例が起きないよう、厚労省ともしっかり協議して対応しなくてはいけない」と指摘した。
2020年4月28日にジェネシス社の創業者で代表取締役の佐藤バラン伊里の経歴詐称疑惑が報じられ、同日の取締役会で佐藤が辞任したことを受け、4月30日、ジェネシス社の新しい経営体制やコンプライアンス体制を精査するため、販売を見合わせることを発表した。

## 出身者
Category:楽天グループの人物も参照。
- 相木孝仁 - インクリメント・ピー社長、鎌倉新書社長
- 天沼聰 - エアークローゼット創業者
- 川村憲一 - トラストバンク代表取締役
- 倉橋健太 - プレイド創業者
- ジャック・シュロスバーグ - ジョン・F・ケネディの孫
- 武井俊輔 - 前衆議院議員
- 田中良和 - グリー創業者
- 経沢香保子 - キッズライン創業者、トレンダーズ創業者
- 針山昌幸 - Housmart創業者
- 比木武 - Welby創業者、メドピアCOO
- 平山幸司 - WILLER EXPRESS代表取締役
- 藤井英雄 - 出前館社長
- 南壮一郎 - ビズリーチ創業者
- 武藤友木子 - Uber Eats日本代表、マッキンゼー・アンド・カンパニーパートナー
- 山田進太郎 - メルカリ創業者

## テレビ番組
- 日経スペシャル ガイアの夜明け 商店復活の仕掛人 松下と楽天（2005年6月21日、テレビ東京）[114] - 楽天市場成長のノウハウを取材。
- 日経スペシャル カンブリア宮殿（テレビ東京） - 代表の三木谷浩史が出演。
  - 「仕事は人生最大の遊びだ」（2007年12月10日）[115]
  - 新春スペシャル アジア大攻略2013 ここを奪わずして、世界は獲れない!（2013年1月10日）[116]